# Bhumjaithai Party
Bhumjaithai Party eller Bhumjai Thai Party (forkortet BJT; thai: พรรคภูมิใจไทย, Phak Phumchai Thai) er et thailandsk moderat konservativt, politisk parti, stiftet den 5. november 2008, efter Thailands Forfatningsdomstol ved dom opløste dets de facto forgænger, Neutral Democratic Party (dansk: Det Neutrale Demokratiske Parti), sammen med People's Power Party (PPP) og Thai Nation Party. Efter opløsningerne skiftede tidligere medlemmer af Det Neutrale Demokratiske Parti og tidligere medlemmer af PPP-fraktionen til Bhumjaithai.
Bhumjaithai har en populistisk platform, der delvis er hentet fra Thaksin Shinawatras populistiske Thai Rak Thai-parti og People's Power Party. Partiet har en stærk base i Buriram-provinsen.

## Historie
Bhumjaithai Party blev stiftet af Newin Chidchob, der tidligere var medlam af Thaksin Shinawatras parti Thai Rak Thai og det efter militærkuppet i 2006 nystiftede People's Power Party (PPP), som vandt det efterfølgende parlamentsvalg i 2007. Efter en række protester med PPP-regeringen i 2008, opløste en domstolsafgørelse partiet på grund af anklager om valgsvindel. Dette gav oppositionspartiet Demokraterne mulighed for at danne en koalitionsregering. Newins fraktion i PPP – kaldt Friends of Newin Group (dansk: Gruppen af Newins venner) – brød ud og dannede Bhumjaithai og støttede en koalitionsregring ledet af Demokraterne i stedet for Thaksins nystiftede Pheu Thai Party.
Dette skridt blev af mange set som et forræderi mod Thaksin, da Newin og hans fraktions støtte var afgørende for, at sikre det flertal Demokraterne behøvede til at kunne danne regering. Årsagerne til Newins skifte er debatteret, der er blevet spekuleret i personlige ambitioner, politisk strategi eller forsikringer fra militæret.
Bhumjaithai blev del af Demokraternes koalitionsregering. Senere var partiet med i militærets koalitionsregering efter militærkuppet i 2014, der afsatte Pheu Thai-regeringen under ledelse af Thaksins yngre søster, Yingluck Shinawatra. Bhumjaithai fik blandt andet Sundhedsministeriet, under ledelse af partileder Anutin Charnvirakul, som tillige blev vice-premierminister.
Efter parlamentsvalget i 2023 blev Bhumjaithai i august inviteret til at indgå i koalition Pheu Thai-partiet om regeringsdannelse.

## Cannabis politik
Trods kritik fra oppositionen, i særdeleshed Pheu Thai og Move Forward Party, frigav Prayut Chan-o-chas regering, under sundhedsminister Anutin Charnvirakul i 2022 medicinsk cannabis. Det blev blandt andet frigivet til dyrkning i private husholdninger, hvor regeringen gav en million gratis cannabisplanter til hjemmedyrkning. Store produktion kræver tilladelse. Flere offentlige hospitaler fik cannabis-klinikker.
I forbindelse med legaliseringen var sunhedsminister Anutins mål, at gøre Thailand til "Verdens ultimative medicinske wellness-destination for cannabisbehandling", såkaldt cannabis turisme, der kunne blive et supplement til den hårdt ramte turistindustri under Coronaviruspandemien.

## Politik
Bhumjaithai nævnes i Thailand som et moderat konservativt parti.
Valgprogrammet i 2023 var:
- Tre-årigt gældsmoratorium (henstand) på hovedstol og renter for lån op til en million baht.
- 50.000 baht nødlån hver til personer på 20 år og derover.
- Livsforsikringsfond for personer på 60 år og derover, med en udbetaling på 100.000 baht i tilfælde af dødsfald.
- Solcellepanel-projekter for husholdninger, for at reducere elregninger, og billige elmotorcykler til 6.000 baht (cirka 1.200 kroner) med 60 måneders afbetaling.
- Opgradering af det eksisterende universelle sundhedsprogram.
- Velfærdspakke til ældre, til en værdi af 300 milliarder baht.
- Uddanne 20 millioner højtuddannede arbejdere og skabe 20 millioner job.
- Reducere priserne på bybane, energi, elektricitet og gas, samt støtte vedvarende energi.
- Én tablet-computer pr. elev og pr. lærer med gratis Internet.